# Ieremia Dârțu

Mormântul episcopului Ieremia Dârţu de la Cimitirul Eternitatea din Iaşi.

Ieremia Dârțu (n. 1816 – d. 27 decembrie 1893) a fost un cleric ortodox român, care a îndeplinit funcția de arhiereu-vicar al Dunării de Jos.
La data de 29 mai 1873, arhimandritul Ieremia Dârțu a fost ales arhiereu-vicar al Dunării de Jos, cu titlul de "Gălățeanul".
Episcopul Ieremia Dârțu a încetat din viață la data de 27 decembrie 1893 și a fost înmormântat la Cimitirul Eternitatea din Iași.

## Fotogalerie

Mormântul arhiereului Ieremia Dârţu